# Ramunas Grikevicius
Ramūnas Grikevičius (i internationella sammanhang Ramunas Grikevicius), född 1963 i Panevėžys, är en litauisk konstnär.